# Shakir Jalali
Shakir Jalali (ډاکټر شاکر جلالي) es un banquero afgano, adscrito al Movimiento Talibán, que se desempeñó como Gobernador Encargado del Da Afghanistan Bank, el Banco Central de Afganistán.

## Biografía
Al igual que muchos líderes talibanes, se desconoce en buena parte su biografía. Tras la toma del poder por parte de los talibanes en agosto de 2021 se incorporó a la administración nacional. El 8 de octubre de 2021 se comunicó su designación como Gobernador del Da Afghanistan Bank por parte del portavoz oficial de los talibanes, Zabiullah Mujahid, quien señaló que había sido ordenado por el alto mando talibán.
Continuó en el cargo hasta marzo de 2023, cuando fue reemplazado por Gul Agha Ishakzai. Tras dejar la dirección del Banco Central asumió como director del Bank-e-Millie Afghan, el banco más antiguo del país.
Jalali posee un Doctorado en «Banca Islámica».